# Павел (Шерпе)
Епи́скоп Па́вел (рум. Episcopul Pavel, в миру Петру Шерпе, рум. Petru Şerpe; 18 мая 1897 — 18 мая 1978) — епископ Румынской православной церкви, епископ Плоештский, викарий Патриарха Румынского (1947—1948).
В 1927 году был рукоположен в сан священника, после 1932 года он окормлял фабричных фабриках в районе Регия в Бухаресте. Ему удалось привести как можно больше рабочих к евхаристической чаша, построить красивую и внушительную церковь, названную «Бельведер». Его миссионерская работа в этом качестве рассматривалась как образцовая для Бухареста. Оставаясь вдовцом, после 1945 года Патриарх Никодим попытался призвать его на иерархическую службу в качестве патриаршего викария, в связщи с чем он принимает монашество с именем Павел. Но коммунистическая власть противится этому. Только в 1947 году удалось рукоположить его во епископа. После 1948 года институт патриарших викарных епископов был упразднён, и коммунистические власти вынудили патриарха Юстиниана уволить викария Павла. Но патриарх Юстиниан, который особенно ценил его, послал еписколпа Павла в Монастырь Нямц, чтобы возглавить монашескую семинарию. В 1950 году он ушёл в отставку, выбрав в качестве места пребывания на покое Монастырь Куртя-де-Арджеш. Здесь он способствовал возрождению этого места, развитию паломничества к мощам святой Филофтеи, функционированию Центра миссионерского руководства, но особенно катехизации и наставлению молодых людей.

## Биография
Родился 18 мая 1897 года в селе Рэдени в коммуне Форелэвень, недалеко от города Тыргу-Нямц в крестьянской семье. Его родители, Николае и Сафта, хотели, чтобы и их семья дала слугу Богу. Молодой Петру доказал, что обладает всеми качествами для священнического достоинства: интеллектом, смирением и желанием служить ближнему. Окончил духовную семинарию им. Вениамина Костаки в Яссах, после чего поступил на богословский факультет Черновицкого университета, который окончил в 1924 году. В 1925 году в Констанце в женился на Марии Василеску, дочери учителя из коммуны Херести, жудец Ильфов.
14 сентября 1925 года в кафедральном соборе в Констанце епископом Иларием (Теодореску) был рукоположен в сан диакона, а 11 ноября 1927 года в патриаршем соборе в Бухаресте Патриархом Мироном был рукоположен в сан священника.
15 ноября 1927 года он был назначен миссионерским священником для рабочих, проживавших в окрестностях C.A.M. «Belvedere» и C.F.R. «Grand», где после долгих усилий он основал приход «Belvedere», которым он служил приходским священником до 31 августа 1947 года. Крангаши, где он служил довольно быстро превратились из небольшой деревни в района Бухареста. Здесь он проводил интенсивную культурную, социальную и благотворительную деятельность, заботясь о развитии народной библиотеки им. А. Г. Иоахимеску, а также о духовном и интеллектуальном формировании своих прихожан, которое я стараюсь стимулировать через заседания, праздники, конференции, экскурсии, паломничества, приходские журналы и вместе — песни в хорах, основанных отцом Петру Шерпе. Он посвятил себя благотворительному делу, наделив необходимыми вещами сотни детей и основав первую социальную столовую в Румынском Патриархате. Несколько необычной деталью деятельности Петру Шерпе среди рабочих Бухареста является его активная поддержка создания художественного фильма о жизни и деятельности рабочих из Регии, который он представил «в зале на 600 мест». Это был особый способ показать рабочим их ценность и эффективный способ сблизить их со своим священником, который с тех пор осознал ценность святых мощей и паломничества для укрепления и духовного роста верующих. По этой причине периодически священник Петру Шерпе организовывал паломничества с сотнями людей на самых важных местах поклонения в Румынии того времени.
Оставшись вдовцом в возрасте около 50 лет, священник Петру Шерпе нашёл утешение в работе и молитве. Патриарх Никодим, оценив его качества, назначил его советником-референтом культурного отдела Бухарестской архиепископии. С установлением правительства Петру Гроза в марте 1945 года ситуация в стане и в церкви изменилась. Советник Петру Шерпе казался старому патриарху честным и преданным человеком. Но именно потому, что его считали доверенным лицом патриарха Никодима, выбор в качестве архиерея священника Петру Шерпе систематически блокировался властями. С апреля 1946 года его имя занесено в список кандидатов на должность викарного епископа Бухарестской архиепископии, пользующегося полной поддержкой патриарха Никодима (Мунтяну). В мае 1946 года была предпринята попытка сделать священника Петру Шерпе викарным епископом в Галаце. В этом смысле Патриарх Никодим начал кампанию по продвижению своего протеже, чтобы в сентябре 1946 года он появился в списке кандидатов на пост в Галаце, ситуация, которая продолжалась до января 1947 года, но безуспешно. Намерение патриарха было частично заблокировано народными «представителями», так как в июне 1947 года «в Палате депутатов началась кампания против советника священника митрополии Унгро-Влахии и человека Патриарха, Шерпе. Объектом кампании являются нарушения и беззакония, которые он совершает в официальном качестве, которое он занимает».
Однако его назначение на пост патриаршего викария состоялось 29 июня 1947 года, и все необходимые шаги будут выполнены. По словам Дуду Велику, целью назначения было бы выдвижение кандидатуры на должность держателя румынской епископии в Америке. Патриарх Никодим 1 июля 1947 года официально запросил Священный Синод присвоить звание епископа священнику Петру Шерпе из прихода «Бельведер» в Бухаресте, назначенному викарным епископом Бухарестской архиепископии. Запрос был внесен в повестку дня заседания Священного Синода 2 июля 1947 года. Эта просьба содержала следующее содержание: «Патриарх Никодим Мунтяну, как митрополит Унгро-Валахский, рекомендует Священному Синоду священника Петру Шерпе, советника по административным вопросам, которого он назначил викарием и просит присвоить ему звание епископа с титулом Плоештский». Прощение было одобрено Священным Синодом 3 июля 1947 года.
22 июля 1947 года в Монастыре Нямц состоялся его монашеский постриг с наречением имени Павел. Его наставниками при постриге стали архимандрит Демосфен (Тебейка) и священник Клеопа Илие. 31 августа того же года состоялась его епископская хиротония, которую совершили: митрополит Ефрем (Енэкеску), епископ Синаитский Вениамин (Почитан), епископ Бырлэдский Афанасий (Динкэ).
В то время патриарх Никодим всё больше болел, проводя большую часть своего времени в Монастыре Нямц. С середины сентября 1947 года он переехал в Патриарший дворец, взяв на себя ряд обязанностей Патриарха Никодима, здоровье которого становилось все более ненадежным. Будучи викарием-епископом, он будет председательствовать на собраниях советников и священников, представляя, таким образом, патриарха. До смерти Патриарха Никодима он был делил своё время между Бухарестом и Нямцем, доказывая, что он полностью заслужил доверие, оказанное престарелым патриархом.
После смерти патриарха Никодима, произошедшего 27 февраля 1948 года, епископ Павел (Шерпе) передал свои обязанности Патриаршему местоблюстителю митрополиту Юстиниану Марине. 13 мая 1948 года епископ Павел назначается настоятелем Монастыря Антим, но через неделю, 22 мая 1948 года, он был смещён с этой должности. Осенью 1948 года новый Патриарх Юстиниан назначил епископа Павла экзархом (благочинным) монастырей Бухарестской архиепархии, получив таким образом ему назначен надзор за этими монастырями. Также епископ епископ Павел был избран членом Комиссии по богословскому и религиозному образованию. Он служил в этой комиссии до января 1949 года.
В то время, когда он был викарием епископа, он выполнял задачи, поставленные Патриархом Никодимом, а именно: освящение церквей, рукоположения, председательство на благочиннических конференциях в епархии. Он занимал эту должность до 31 декабря 1948 года, когда после отмены поста викарного епископа коммунистическим режимом он прекратил данную деятельность.
В январе 1949 года он был назначен профессором, а затем директором монастырской семинарии в монастыре Нямц. 17 февраля 1950 года Священный Синод Румынской православной церкви постановил уволить епископа Павла с поста патриаршего викария, начиная с 1 июня того же года, оставив его в должности профессора монашеской семинарии в Монастыре Нямц. В том же году ему поручили и управление самим монастырём, что продолжалось до 9 октября 1951. В 1949 году, чтобы люди больше не посещали королевские гробницы, церковь была закрыта, мощи святой Филофеи было перевезены в Рымнику-Вылча, а здания были объявлены домами отдыха для рабочих. С большим трудом Патриарху Юстиниану в 1951 году удаётся добиться возвращения монастыря, в который он переводит, чтобы оправдать необходимое пространство, курсы миссионерского руководства, которые до этого проводились в монастыре Раду Водэ в Бухаресте. Таким образом, когда он прибывает в Арджеш, Павел Шерп приходит не для того, чтобы будучи по покое, отойти от все дел, а для того, чтобы взять на себя руководство курсами наставничества (а затем и функцию настоятеля монастыря), имея очень трудную миссию — восстановить архитектурный и духовный блеск опустошенному пространству. Он переделал здания, вновь открыл церковь для поклонения, привел улучшенных монахов, чтобы вести верующих. Но больно было пустое место, где когда-то была скремблирована мощами святой Филофеи. Вместе с Патриархом Юстинианом епископ Павлу (Шерпе) удалось получить одобрение на возвращение мощей святой в Монастырь Нягоэ Басараба в октябре 1955 года. Павел Шерп организует в Арджеше обширные службы по случаю праздников, в которых участвуют многочисленные верующие, с энтузиазмом рассказывает паломникам о легенде Монастыря Арджеш и святой Филофеи, организует паломничества и воспитывает в «мистическом» духе священников, которые приходят на курсы наставничества.